# Ái tử thi

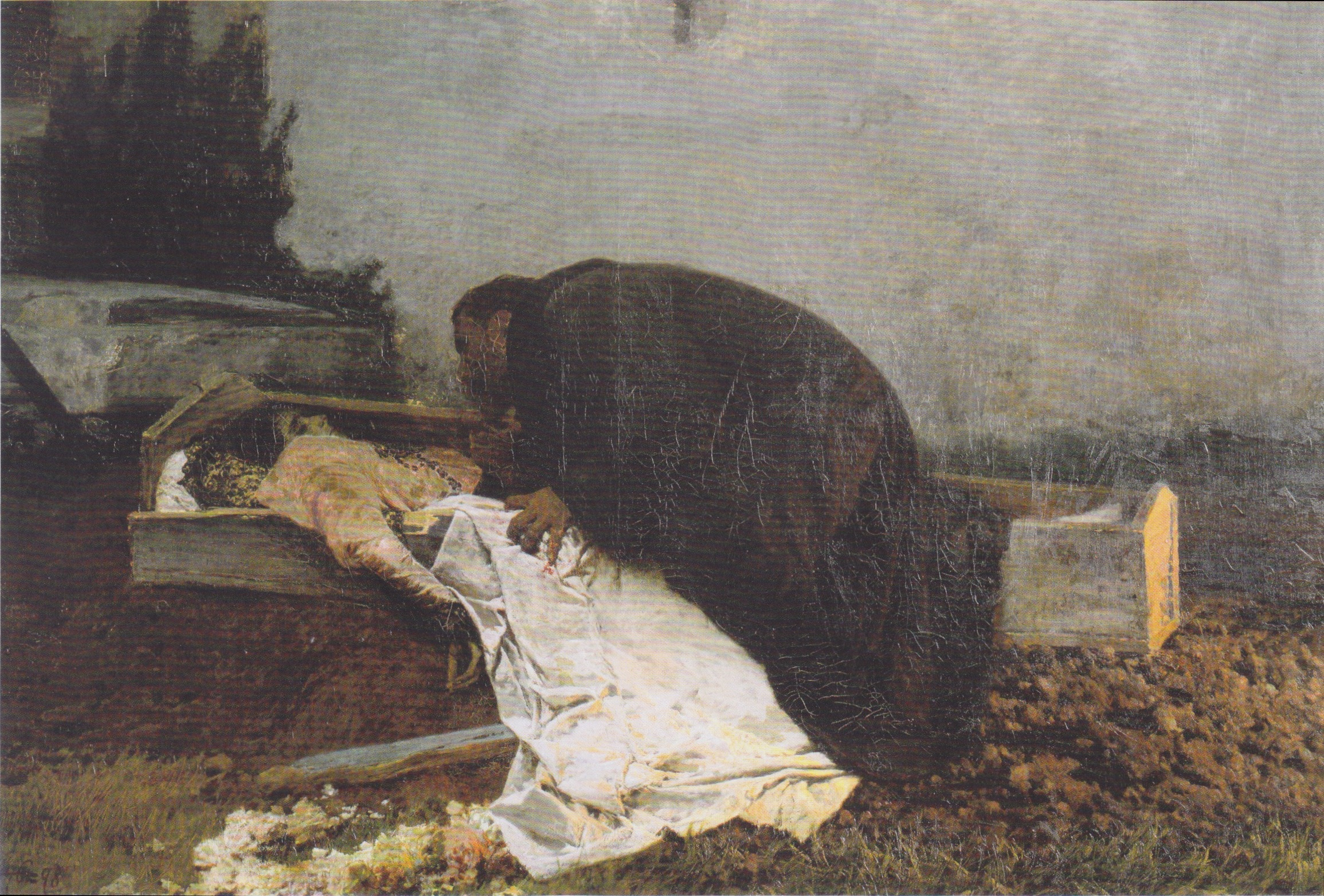
Bệnh nhân "ái tử thi" bên xác chết

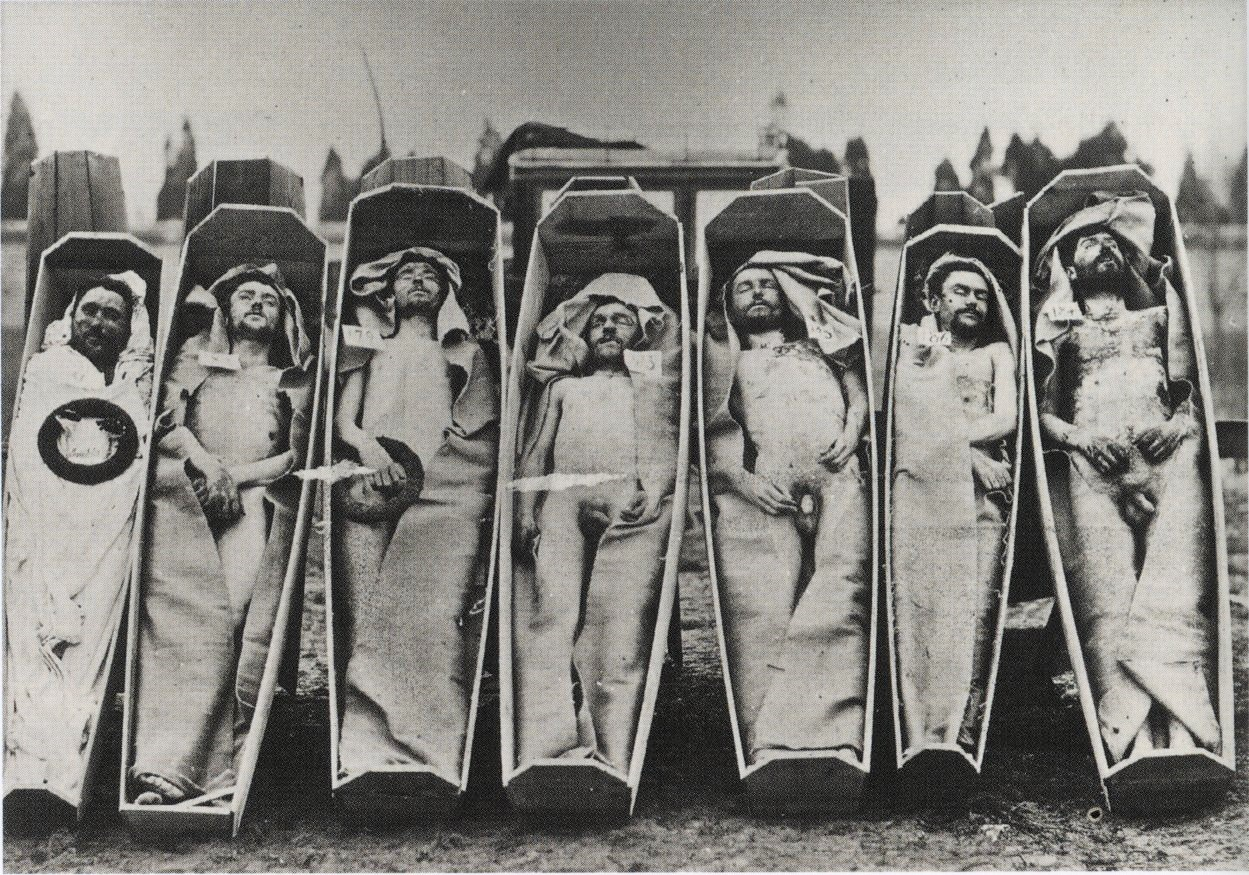
Thi hài

Ái tử thi (tên khoa học: Necrophilia) là hội chứng bị hấp dẫn bởi xác chết. Khi người thân (người vợ, người chồng hay thậm chí cả là mẹ hoặc con cái) trong gia đình qua đời, bệnh nhân "ái tử thi" vẫn muốn giữ lại xác người đó và chăm sóc như khi họ còn sống. Bệnh được chia làm 2 dạng: ái tử thi kiềm chế và bệnh ái tử thi.
Ở dạng nhẹ, người bệnh chỉ biểu hiện ở mức mong muốn giữ lại người quá cố để âu yếm, chăm sóc hoặc ngủ chung với xác người thân trong suốt thời gian dài của những người có sức khỏe tâm thần và niềm tin tôn giáo đặc biệt. Còn dạng nặng hơn được xem là bệnh vì người mắc bệnh có thể quan hệ với cả người đã chết và thậm chí thực hiện cả những hành động như cấu xé, ngấu nghiến thân xác người chết.
Theo các chuyên gia tâm thần, những trường hợp "ái tử thi" đều được cho là bị mắc các triệu chứng rối loạn tâm thần. Họ thường nghĩ rằng những người thân của mình chỉ chết về phần xác chứ không chết về phần hồn. Họ tin rằng linh hồn của người chết vẫn còn sống và vẫn cảm nhận được những việc người sống làm với họ.
Hiện tượng này đang diễn ra trên khắp thế giới, đáng chú ý là trường hợp của Tim Bayes, một thanh niên ở vùng ngoại ô thành phố Bari, Italia đã ở trong nhà mồ của người yêu mình hơn 2 ngày liền, hay trường hợp của ông Lê Vân ở Quảng Nam, Việt Nam đã ôm xác vợ ngủ hơn suốt 7 năm trước khi bị phát hiện, và trường hợp của lão bà người Mỹ Jean Steven 91 tuổi ở một thị trấn hẻo lánh tại Pennsylvania đã sống bên xác chết của chồng mình suốt 10 năm.

## Hội chứng
Những bệnh nhân ái tử thi thường có hội chứng gần giống nhau, đó là những biểu hiện khá bất thường như phát ngôn, hành động bí mật đào huyệt của người mà họ yêu rồi mang hài cốt về nhà để ngủ chung với những lý do của riêng họ.

### Biểu hiện

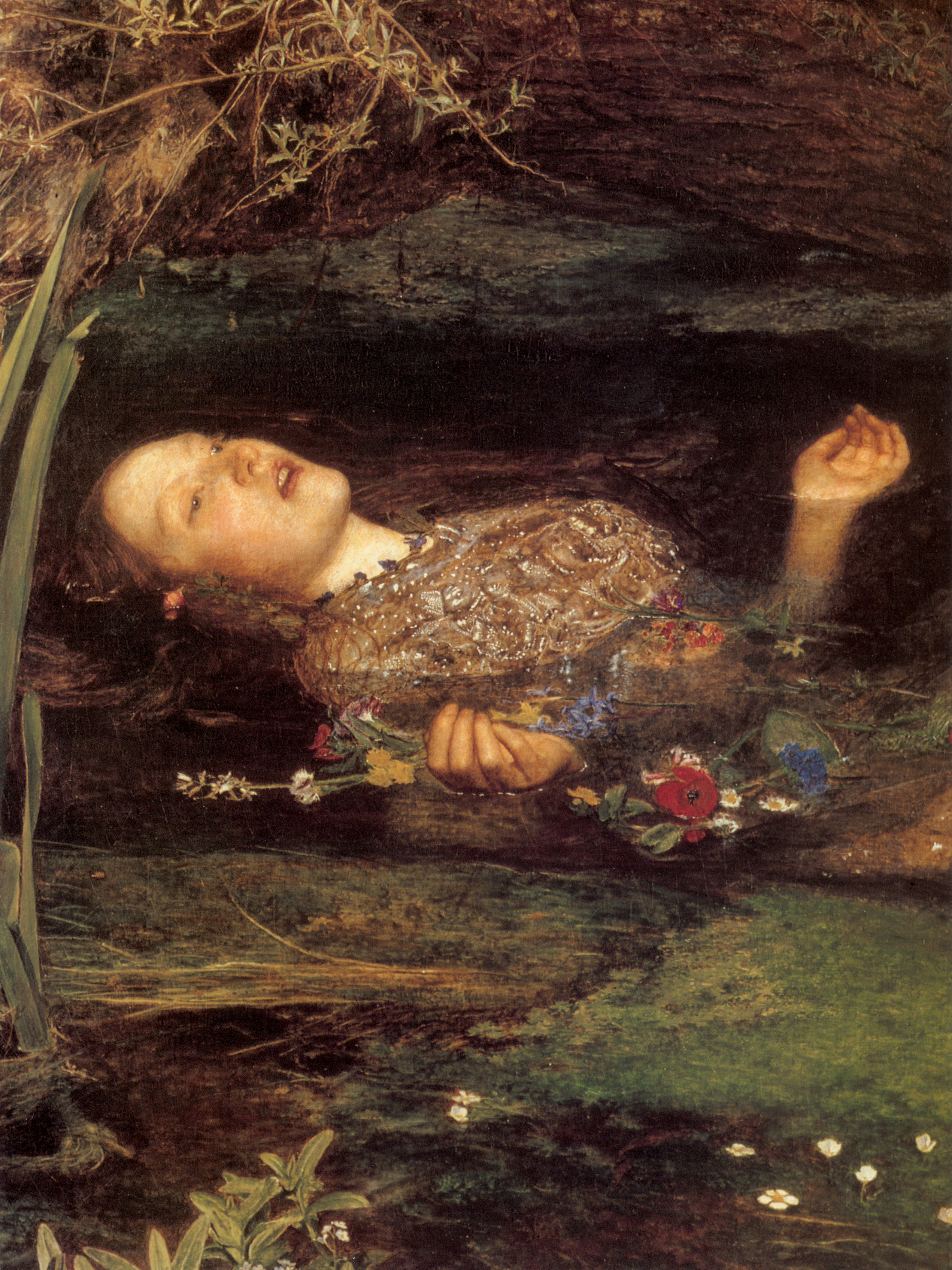
Millaisova slika Ophelia

Năm 1895, tập san y khoa Lancet có 2 bài ngắn mô tả hiện tượng giữ xác người thân đã qua đời trong nhà. Nhưng tại sao muốn giữ xác tử thi trong nhà?
Năm 1989, một bài báo nổi tiếng của Rosman và Resnick đã mô tả 34 trường hợp với hội chứng "ái tử thi" cho thấy những lý do sau đây: Họ muốn giữ một người bạn đời, có thể là bạn tình, trong tình trạng không kháng cự (68%), muốn sum họp với người tình cũ (21%), vì lý do dục tính (15%) và để tránh cảm giác cô đơn (15%).
Một trường hợp khá trầm trọng về hội chứng "ái tử thi" khác là ông John Price ở Anh. Sau khi người vợ đầu của ông qua đời, ông tái giá. Nhưng thi thể người vợ quá cố được ông ướp và giữ cùng một giường với người vợ mới.

## Ảnh hưởng đến môi trường
Hành động của một số người mắc hội chứng "ái tử thi" xuất phát từ tình yêu nhưng cách họ thể hiện chẳng những không phù hợp với quy ước xã hội mà còn có thể gây ô nhiễm môi trường, có hại đến sức khỏe của chính họ.
Ông cụ Edmundo ở México đã qua đời vì những nguyên nhân tự nhiên hơn 1 năm trước đó, nhưng cái chết của ông đã không được công bố. Cho tới khi những người hàng xóm than phiền về mùi xác thối bốc ra từ căn nhà này thì cảnh sát mới vào cuộc.
Khi lực lượng cảnh sát phá cửa nhà bà Mercedes Velarde, họ đã tìm thấy một xác chết đã thối rữa của ông chồng nằm trên sàn phòng ngủ của bà ta. Báo chí địa phương còn đưa tin rằng người con trai của bà Velarde còn thường xuyên bắt lũ dòi bọ trong xác chết của cha giúp mẹ.